# Thomas Percy Hilditch
Thomas Percy Hilditch, bekannt als T. P. Hilditch, (* 22. April 1886 in London; † 9. August 1965 in Birkenhead) war ein britischer Chemiker. Er ist bekannt für Beiträge zur Chemie der Fette und galt darin in Großbritannien als führende Autorität.
Hilditch studierte ab 1904 Chemie am University College London mit dem Bachelor-Abschluss 1907 mit Bestnoten. Einer seiner Lehrer war William Ramsay. Anschließend studierte er bis 1909 in Jena (bei Ludwig Knorr) und Genf (bei Philippe Auguste Guye) und promovierte 1911 bei Samuel Smiles an der Universität London (D. Sc.), bevor er auf Vermittlung von Ramsay zum Seifenhersteller Joseph Crossland in Warrington ging, wo seine Beschäftigung mit Fetten begann und speziell katalytische Hydrierung von Fetten (veröffentlicht 1919 bis 1925 in den Proc. Royal Society A, teilweise mit E. F. Armstrong). Davor hatte er sich mit den unterschiedlichsten Gebieten der Chemie befasst und zum Zeitpunkt seiner Dissertation schon 30 Aufsätze veröffentlicht und drei Bücher. Im Ersten Weltkrieg entwickelt er bei der Firma industrielle Synthesen für kriegswichtiges Aceton aus Ethanol und Essigsäure für Amylacetat. Er blieb bis 1926 bei der Firma, als durch das Vermächtnis des Chemieprofessors James Campbell Brown ein Lehrstuhl für Industrielle Chemie an der  University of Liverpool geschaffen wurde, den Hilditch als Erster innehatte. 1951 wurde er emeritiert.
Hilditch war ein Pionier in der systematischen Erforschung von Fetten und  industrieller Fettchemie. Er wies den Triglycerid-Aufbau natürlich vorkommender Fette nach, untersuchte systematisch pflanzliche und tierische Fette (dargelegt in seinem Hauptwerk The chemical constitution of natural fats) und schuf Analysemethoden für Fette, zu einer Zeit in der noch keine Gas- und Dünnschichtchromatographie in allgemeinem Gebrauch war und die Hilditch zur Verfügung stehenden spektroskopischen Methoden begrenzt waren. Er untersuchte deren Autooxidation und Ranzig-Werden, das Trocknen von Ölen und Schlussfolgerungen aus der Fettzusammensetzung auf die Evolution von Lebewesen.
Er war Fellow der Royal Society (1942), CBE (1952). Er erhielt 1964 die Chevreul-Medaille der französischen Groupement Technique des Corps Gras, 1962 die Lampitt Medal der Society of Chemical Industry  und 1965 den Alton E. Bailey Award. Er war erster Vorsitzender und 1951 Mitgründer der Fachgruppe Öle und Fette der Society of Chemical Industry.

## Schriften
- A concise history of chemistry, 1911, 2. Auflage 1922
- A First Year Physical Chemistry, 1912
- A Third Year Course in Organic Chemistry, 1914
- The industrial chemistry of the fats and waxes, 1927
- Catalytic processes in applied chemistry, 1929
- Chemie und Technologie der Fette und Fettprodukte, 1936
- The chemical constitution of natural fats, 1940, 4. Auflage, Chapman and Hall 1964
- The study of natural fat triglycerides: Retrospect and prospect, In: J Am Oil Chem Soc.,  Band 42, 1965, S. 745–747